# I approve this message
Le Stand By Your Ad (« Assumez votre publicité ») est une règle du droit électoral américain qui impose à chaque candidat à une élection fédérale (président des États-Unis ou Congrès des États-Unis) de s'identifier et de déclarer son approbation pour chacune de ses publicités télévisées ou radio. 
Dans les faits, les candidats déclarent au début ou à la fin de chacune de leurs publicités « I am [nom du candidat] and I approve this message » (en français : « Je suis ... et j'approuve ce message »), « approve » étant parfois remplacé par « authorize » (autorise) et « message » par « ad » (publicité).

## Aux États-Unis
Cette règle fait partie du Bipartisan Campaign Reform Act (loi bipartisane de réforme des campagnes) adopté en 2002. Son but est de forcer les candidats à s'associer à leurs publicités et ainsi à les décourager de faire des déclarations controversées ou négatives sur leurs concurrents.

## Dans la fiction
Cette disposition a été intégrée au scénario de la série À la Maison-Blanche : dans un épisode de la saison 6, le candidat aux primaires démocrates Matthew Santos évoque son implication dans le vote du Bipartisan Campaign Reform Act.

## En France
En France, à l'occasion de la primaire présidentielle socialiste de 2011, Jean Mallot reprend cette formule et l'intègre à la fin de ses vidéos parodiques de candidature aux primaires. La formule « Je suis Jean Mallot, et j'approuve ce message » devient un gimmick récurrent dans ses messages et interventions décalées. 
Arnaud Montebourg reprend également cette formulation au début de ses clips de campagne,. 
Pourtant, rien n'oblige un candidat français à faire une telle déclaration. Certains ont voulu y voir un emprunt à Barack Obama, pourtant aux États-Unis tous les candidats, et pas seulement Obama, sont obligés d'utiliser la formule.